# برج بوعریریج
برج بوعریریج (به عربی: برج بوعريريج) شهری در استان برج بوعریریج واقع در کشور الجزایر است که در سال ۱۹۹۸ میلادی ۱۲۸٫۵۳۵ نفر جمعیت داشته و جمعیت آن در سال ۲۰۰۵ میلادی به ۱۶۷٫۲۳۰ نفر رسیده‌است.